# Isla López
La isla López es una isla del archipiélago de las islas San Juan, situadas en el estrecho de Georgia. La isla es un área no incorporada ubicada en el condado de San Juan en el estado estadounidense de Washington.
La isla posee un área de 77,207 km² y una población de 2177 personas, según el censo de 2000. Se encuentra muy próxima de la localidad de Anacortes. A la isla se accede a través de ferries, aviones e hidroaviones. 
Entre los residentes locales —escultores, ceramistas y autores— está Paul Allen, cofundador de Microsoft, propietario de la península Sperry en el extremo sur de la isla. Entre otros que tienen residencia en Isla López se encuentra el escritor de horror John Saul y el artista impresionista Leonard Wren.